# Operazione MB 5
L'operazione MB 5 intrapresa dalla Royal Navy britannica tra il 28 ed il 29 settembre 1940 consisteva nel fornire copertura al passaggio degli incrociatori Liverpool e Gloucester che avevano il compito di trasportare delle truppe a Malta. La forza di copertura partita da Alessandria d'Egitto era formata dalle navi da battaglia Warspite e Valiant, dalla portaerei Illustrious e dagli incrociatori York e Sidney (quest'ultimo della Royal Australian Navy), scortati da 11 cacciatorpediniere.
Il 29 settembre le forze inglesi vennero attaccate dagli aerosiluranti italiani, ma l'attacco delle forze navali di superficie non si materializzò e gli inglesi portarono a termine la missione poiché le unità della Regia Marina non riuscirono a stabilire il contatto.